# Templo de Tuxtla Gutiérrez
El Templo de Tuxtla Gutiérrez es el templo número 75 operado por la Iglesia de Jesucristo de los Santos de los Últimos Días (Iglesia SUD). Tuxtla Gutiérrez es la capital de Chiapas, el estado más sureño de México y una región famosa por sus muchas ruinas arqueológicas.
Debido al terreno montañoso del área de Tuxtla Gutiérrez, hacer el trayecto de unas 20 horas de duración  hasta el Templo de la Ciudad de México, el templo SUD más cercano, suponía todo un desafío. El templo en Tuxtla Gutiérrez sirve a más de 18,000 miembros SUD en el Sureste de México.

## Anuncio
En abril de 1998, el entonces presidente de la Iglesia SUD, Gordon B. Hinckley, anunció que la iglesia construiría treinta y dos templos de pequeñas dimensiones alrededor del mundo antes de que finalizara el año 2000. La construcción de un sexto templo en México con estas nuevas dimensiones fue anunciado el 25 de febrero de 1999 por la iglesia en un comunicado a las autoridades locales de la iglesia en Chiapas. El templo de Tuxtla Gutiérrez fue el templo número 18 construido con estas especificaciones de menores proporciones. 
La ceremonia de la primera palada tuvo lugar 22 días después de su anuncio, el 20 de marzo de 1999 presidida por las autoridades generales del área y al que asistieron unas 2300 personas. Fue uno de los templos con el menor tiempo entre el anuncio oficial y la primera palada. El mismo día la iglesia efectuó la primera palada para el templo de Fukuoka (Japón), el templo de Melbourne (Australia), y el Templo de Fresno (California), la primera vez que se realizaron la primera palada para cuatro templos el mismo día. Tres días previos, el 13 de marzo, se realizaron las primeras paladas de tres templo adicionales, siete ceremonias en el mismo mes.

## Dedicatoria
James E. Faust, Segundo Consejero de la primera Presidencia de la iglesia SUD, dedicó el Templo de Tuxtla Gutiérrez el 12 de marzo de 2000. Más de 3,300 fieles asistieron a las cuatro sesiones dedicatorias del edificio. Duró un año entre la ceremonia de la primera palada y su dedicación, uno de los templos de menor duración en su construcción. 
El Templo de Tuxtla Gutiérrez se asienta sobre 1.56 acres (6,300 m²) al lado de un centro de reuniones SUD. El exterior está acabado con mármol blanco y presenta un diseño de un solo pináculo con una estatua de oro del ángel Moroni sobre el pináculo. El templo tiene un área de 10,700 pies cuadrados (990 m²), dos salones para ordenanzas SUD y dos cuartos para sellamientos matrimoniales.
Desde su anuncio en 1999 hasta su dedicación habían pasado un año y 15 días, uno de los templos SUD en completarse con mayor velocidad y con menores interrupciones a nivel mundial. El templo construido en el menor tiempo fue el Templo de Monticello (Utah) que duró 9 meses y 22 días desde su anuncio hasta su dedicación.